# Alewyn Joubert
Pour les articles homonymes, voir Joubert.
Pas d'image ? Cliquez ici

a Compétitions nationales et continentales officielles uniquement.

Alewyn Joubert, né le 8 juillet 1967 à Heidelberg et mort le 8 novembre 2017 à Tenay, est un joueur de rugby à XV sud-africain qui évolue au poste d'ailier.

## Biographie
Alewyn Joubert joue successivement pour les clubs de l'USA Perpignan, du RC Narbonne, du FC Grenoble en championnat de France de première division.
Avec l' USA Perpignan, il remporte le Challenge Yves du Manoir 1994 face à l'AS Montferrand (18-3) et dispute en 1998 la première finale de championnat jouée au stade de France, qu'il perd contre le Stade français CASG 34-7.
Avec le RC Narbonne, il dispute aussi une finale de Bouclier européen, perdue contre les Harlequins 42-33 après prolongations.
Il termine sa carrière au Stade Olympique Ugine-Albertville.

## Palmarès
- Championnat de France de première division :
  - Vice-champion (1) : 1998
- Challenge Yves du Manoir :
  - Vainqueur (1) : 1994
- Challenge européen :
  - Finaliste (1) : 2001